# Перепечин, Пётр Мартынович
Пётр Марты́нович Перепе́чин (2 января 1915, с. Верх-Пайва, Нижне-Кулундинская волость, Барнаульский уезд, Томская губерния, Российская империя — 3 декабря 1982, Богданович, Свердловская область, РСФСР, СССР) — командир роты 465-го стрелкового полка 167-й стрелковой дивизии 38-й армии 1-го Украинского фронта, старший лейтенант, Герой Советского Союза.

## Биография
Родился 2 января 1915 года в семье крестьянина. Русский. Окончил 5 классов. Жил в городе Киселёвск Кемеровской области. Работал в отделе треста столовых.
Проходил службу в рядах Красной Армии в 1936—1938 годах. Окончил школу младших командиров. В 1938 году принимал участие в боях в районе озера Хасан.
Повторно призван в армию в 1939 году в связи с советско-финляндской войной. Службу проходил в запасном лыжном стрелковом батальоне.
В мае 1941 года призван в третий раз. В октябре 1941 года окончил ускоренный курс Новосибирского военного пехотного училища, после чего младший лейтенант Перепечин начинает службу на фронтах Великой Отечественной войны.
При освобождении города Малоярославец Калужской области 2 января 1942 года тяжело ранен в грудь и эвакуирован в тыловой госпиталь в Челябинскую область. После выписки из госпиталя в апреле 1942 года был направлен в 167-ю Сумскую Краснознаменную стрелковую дивизию, части которой формировались в Свердловской области, и назначен командиром роты противотанковых ружей 465-го стрелкового полка.
Старший лейтенант Пётр Перепечин отличился при форсировании Днепра в районе посёлка Пуща-Водица и в боях за город Киев с 3 по 5 ноября 1943 года. Рота под его командованием многократно отражала контратаки противника. В числе первых в полку рота лейтенанта Перепечина ворвалась на окраину Киева.
Указом Президиума Верховного Совета СССР «О присвоении звания Героя Советского Союза генералам, офицерскому, сержантскому и рядовому составу Красной Армии» от 10 января 1944 года за «образцовое выполнение боевых заданий командования на фронте борьбы с немецко-фашистскими захватчиками и проявленные при этом отвагу и геройство» был удостоен звания Героя Советского Союза с вручением ордена Ленина и медали «Золотая Звезда».
В 1945 году П. М. Перепечин окончил курсы усовершенствования офицерского состава. Член КПСС с 1945 года. С 1946 года старший лейтенант Перепечин — в запасе.
Награждён орденами Ленина (10 января 1944 г.), Красной Звезды (30 октября 1943 г.), медалями, в том числе чехословацкой медалью «За храбрость».
Жил в Богдановичском районе. Работал заведующим избой-читальней. Позже работал председателем Билейского сельского совета в Богдановичском районе Свердловской области, заведующим отделом городского коммунального хозяйства.
Скончался 3 декабря 1982 года в Богдановиче, похоронен на новом городском кладбище.

## Память
- Имя Героя увековечено в Мемориале Славы в городе Барнаул.
- Мемориальная доска в городе Богданович на доме, где жил Герой.
- Именем Перепечина названа улица в Богдановиче.